# Theophilus (Antiochia)
Theophilus († um 183) war der siebte Bischof von Antiochien; seine Amtszeit begann vermutlich im Jahr 169 und dauerte bis zu seinem Todesjahr, das je nach Quelle in das Jahr 181, 183 oder 188 gelegt wird. Wichtige Quellen für das Leben des Theophilus sind Hieronymus und Eusebius von Caesarea, der ihn in der „Praeparatio evangelica“ beschreibt. Auch hat Theophilus selbst eine Reihe von Werken geschrieben.

## Leben
Theophilus ist nach eigenen Angaben in Mesopotamien geboren worden. Zum Christentum trat er durch das Studium der Heiligen Schriften über. Eusebius berichtet, dass Theophilus sich besonders im Kampf gegen „Häretiker“, vor allem der Markioniten, hervorgetan habe. Theophilus besaß klassische Bildung (Paideia) und verfasste exegetische, katechetische, antihäretische und apologetische Schriften, wovon aber – neben wenigen Fragmenten – nur die dreibändige Apologie Ad Autolycum erhalten ist.
Ebenso wie andere frühchristliche Apologeten und Kirchenschriftsteller seiner Zeit, beispielsweise Irenäus von Lyon und Cyprian von Karthago, trägt Theophilus durch seine schriftstellerische Tätigkeit dazu bei, dass die frühe Kirche aus dem Dunkel einer unliebsamen und bedrängten Kultgemeinschaft heraustritt und die personellen und theologischen Zusammenhänge deutlicher werden. Nachfolger des Theophilus im Bischofsamt wurde Maximianus.

## Werke
An Werken des Theophilus nennen Eusebius und Hieronymus:
1. die an Autolycus adressierte Apologie in drei Schriften (um 180 verfasst);
2. eine Schrift gegen die Häresie des Hermogenes;
3. eine Schrift gegen Markion;
4. einige katechetische Schriften;
5. einige Kommentare zum Evangelium und zum Buch der Sprichwörter, die Theophilus’ Namen tragen, von denen Hieronymus jedoch sagt, dass sie in Bezug auf Eleganz und Stil den Vergleich mit seinen übrigen Werken nicht standhalten.

## Die Apologie „Ad Autolycum“
Bekanntestes Werk sind die drei Bücher Ad Autolycum. In ihr versucht er Autolykos, einen gebildeten Wahrheitssucher, von den Vorzügen der christlichen Religion zu überzeugen. Es geht ihm um das Wesen Gottes, die Vorsehung, die Creatio ex nihilo, gegen die nichtchristliche Mythologie und um die Sittlichkeit der Christen. Dabei verweist Theophilus auf den zeitlichen Vorrang, den die von Gott dem Moses offenbarten Gebote vor allen heidnischen Schriften hätten, die sich letztlich alle auf Moses zurückführen ließen. In diesem Zusammenhang zitiert er unter anderem in 3:20–22 eine kurze Textpassage aus dem Werk Über die Ursprünglichkeit des Judentums des Flavius Josephus (Buch 1, 93–126).
Zudem seien die göttlich inspirierten Schriften in sich vollkommen schlüssig, während in den Schriften der Heiden stets Widersprüche zu entdecken seien. Platon, Aratus und die Sibyllinischen Bücher würden lediglich das wiedergeben, was zuvor schon in den Büchern Mose und von den Propheten gesagt worden sei. Dabei seien die heidnischen Autoren, ohne ihre biblischen Quellen zu nennen, in eine verachtenswerte Götzenanbeterei verfallen; lediglich die Vorstellung der Bestrafung irdischer Sünden nach dem Tod habe sich erhalten. Theophilus verwendet als Erster das Wort „Dreiheit“ (τριάς) in Buch 2, Kapitel 15 für Gott, Logos und Weisheit, das später im Griechischen für die Trinität verwendet wurde.
Während Henry Wace dieses Werk des Theophilus lobt, wird es von den meisten Kritikern wie Henry Chadwick oder Donaldson als eher mittelmäßig betrachtet. Beanstandet werden dabei offensichtlich falsche etymologische Herleitungen Theophilus’, etwa wenn er in dem bacchanalischen Ruf „Evoe“ einen Bezug zu Eva sehen will, aber auch seine Ansicht, wonach die Erde eine Scheibe sei und er die Annahme der Kugelgestalt der Erde durch griechische Philosophen zu deren Irrtümern rechnet. Auch seine Exegese beruht eher auf willkürlichen Allegorien, die jede Systematik vermissen lassen.

### Werke / Kommentare
- Ad Autolycum. Hrsg. und engl. Übers. Robert M. Grant, Oxford: Clarendon Press 1970 (Oxford early Christian texts)
- Theophili Antiocheni Ad Autolycum. Hrsg. Miroslav Marcovich, Berlin / New York: Walter de Gruyter 1995 (Patristische Texte und Studien 43)
- A Autólico. Hrsg. und span. Übers. José Pablo Martin, Madrid: Ciudad Nueva 2004 (Fuentes patrísticas 16)
- Kommentar zu frühchristlichen Apologeten (KfA), hrsg. von Norbert Brox/Kurt Niederwimmer/Horacio E. Lona/Ferdinand R. Prostmeier/Jörg Ulrich. Verlag Herder: Freiburg u. a. 1999ff.